# Präsidentschaftswahl in Togo 2020
Die Präsidentschaftswahl in Togo 2020 fand am 22. Februar 2020 im westafrikanischen Togo statt. Dabei wurde Amtsinhaber Faure Gnassingbé wiedergewählt.

## Ausgangslage
In Togo sind seit über 50 Jahren Angehörige der Familie Gnassingbé an der Macht. Seit einem Putsch 1967 war Gnassingbé Eyadéma Staatspräsident, 2005 folgte ihm sein Sohn Faure Gnassingbé nach. Die Opposition forderte wiederholt, die Amtszeiten des Präsidenten per Verfassung begrenzen zu lassen. Vor der Parlamentswahl 2018 unterstützte auch Faure Gnassingbé eine Beschränkung auf zwei Amtszeiten, sofern sie nicht rückwirkend gelte.
Teile der Opposition hatten die Parlamentswahl 2018 boykottiert, weshalb zwei Drittel der Parlamentsabgeordneten nun von der Regierungspartei UNIR gestellt werden. Anfang Mai 2019 stimmten sie für die Verfassungsänderung, mit der die Amtszeit des Präsidenten auf zweimal fünf Jahre beschränkt wurde. Dass die bisherigen Amtszeiten dabei nicht gezählt werden, ermöglicht es Amtsinhaber Gnassingbé, 2020 und 2025 erneut zu kandidieren. Außerdem wurde dem Präsidenten für Handlungen während seiner Amtszeit lebenslange Immunität gewährt.
Die Regierungspartei hat einen großen Einfluss auf Organisationen, die für die Durchführung der Wahl zuständig sind. So werden etwa nur zwei von 19 Mitgliedern der Unabhängigen Nationalen Wahlkommission (CENI) durch die Opposition gestellt. Regionale Wahlkommissionen, die für die Übermittlung der Ergebnisse in ihrem Zuständigkeitsbereich an CENI verantwortlich sind, werden von Richtern geleitet, die von der Regierungspartei ausgewählt worden waren.
Mehrere Oppositionsparteien und Vertreter der Zivilgesellschaft, darunter auch Bischöfe, forderten am 13. November 2019, den Wahlprozess auszusetzen, um das Verfassungsgericht wieder einzusetzen, ein zuverlässiges Wahlregister einzurichten und die Unabhängige Nationale Wahlkommission neu zu organisieren. Im Dezember 2019 wurde das Verfassungsgericht teilweise umgestaltet, die Mehrheit seiner Mitglieder wurde wieder durch Vertreter der Regierungspartei gestellt. Der Vorsitzende der größten Oppositionspartei ANC Jean-Pierre Fabre kritisierte den Vorgang, es habe kein wirklicher Umbau stattgefunden.
Am 5. Dezember 2019 wurden Datum und Modalitäten der Wahl in einem Dekret vom Ministerrat festgesetzt. Demnach konnten die Staatsbürger am 22. Februar 2020 von 7:00 bis 16:00 Uhr Ortszeit zur Wahl gehen. Erstmals konnten auch im Ausland lebende Togolesen in einigen Botschaften wählen gehen. Der Wahlkampf sollte zwischen 6. Februar und 20. Februar 2020 stattfinden. Die Sicherheitskräfte konnten wie im Land üblich 72 Stunden vor dem eigentlichen Wahltermin ihre Stimmen abgeben, um am Wahltag für Sicherheit sorgen zu können. Hätte kein Kandidat bei der Wahl zumindest 51 Prozent der Stimmen erreichen, wäre eine Stichwahl der beiden Kandidaten mit den meisten Stimmen vorgesehen gewesen. Von den rund 3,6 Millionen Wahlberechtigte hatten rund 87 Prozent eine Wahlkarte.
Am 1. Februar 2020 wollten Bürgerrechtsorganisationen und Oppositionelle Proteste veranstalten. Sie forderten, dass regionale Ergebnisse der Wahlkreise direkt veröffentlicht würden und nicht mehr erst zentral von CENI, um die Möglichkeiten von Wahlbetrug zu reduzieren. Diese Demonstrationen wurden jedoch nicht genehmigt. Togos Minister für Menschenrechte Christian Trimua kündigte an, dass die Ergebnisse einzelner Wahllokale nicht veröffentlicht würden, sondern nur aggregierte Ergebnisse.
Etwa 315 internationale Wahlbeobachter wurden in den Togo entsandt, hauptsächlich von der Westafrikanischen Wirtschaftsgemeinschaft (ECOWAS) und der Afrikanischen Union (AU). Jeder Kandidat durfte Vertreter zu den knapp 9400 Wahllokalen schicken. Eine Wahlbeobachtung durch die katholische Kirche wurde nicht zugelassen. Am 17. Februar 2020 entzog CENI der zivilgesellschaftlichen Vereinigung Concertation Nationale de la Société Civile die im Januar bereits gewährte Berechtigung zur Wahlbeobachtung.
Die Versammlungsfreiheit wurde vor der Wahl eingeschränkt, Demonstrationen wurden nur zeitlich begrenzt in Nebenstraßen zugelassen. Ein eigens geschaffenes elektronisches System zur Erfassung der Wahlergebnisse wurde zwei Tage vor der Wahl von der Wahlbehörde außer Kraft gesetzt.

## Kandidaten

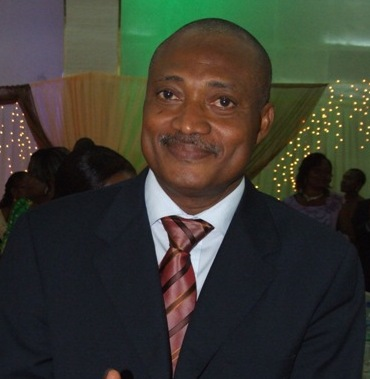
Jean Pierre Fabre (2010), bekanntester Kandidat der Opposition

Von 27. Dezember 2019 bis 8. Januar 2020 konnten sich Kandidaten für das Präsidentenamt bei der Wahlkommission registrieren lassen. Von den zehn eingetragenen Kandidaten zog der des Wahlbündnisses Les Rassembleurs seine Kandidatur zurück und rief seine Anhänger auf, Agbéyomé Kodjo zu unterstützen. Am 17. Januar wurde vom Verfassungsgericht die endgültige Kandidatenliste veröffentlicht. Zwei Bewerber wurden nicht zugelassen: Innocent Kagbara (PDP) aufgrund von Bedenken wegen seiner Aufenthaltsbescheinigung und Aubin Kodjovi Thon (Nouvelle Vision) aufgrund einer unzureichenden Anzahl von Unterstützungserklärungen. Somit waren sieben Kandidaten zur Wahl zugelassen.

## Ablauf
Die Wahl verlief weitgehend friedlich. Fabre und Kodjo beklagten jedoch am Wahlabend eine Reihe von Unregelmäßigkeiten. Die Häuser von Agbéyomé Kodjo und von Bischof Philippe Kpodzro, der Kodjo im Wahlkampf unterstützt hatte, wurden nach Schließung der Wahllokale kurzzeitig von Truppen umstellt. Nach Angaben der Regierung sei die Militärpräsenz „zur eigenen Sicherheit“ der beiden Persönlichkeiten angeordnet worden. Von den geschätzten 1,5 Millionen im Ausland lebenden Togolesen nahmen lediglich 348 an der Wahl teil. Der Zugang zum Internet war am Wahltag eingeschränkt, soziale Netzwerke wurden gesperrt und Websites kritischer Medien blockiert.

## Ergebnisse
Bereits in der Nacht vom 23. auf den 24. Februar teilte CENI das vorläufige Ergebnis mit. Demnach habe Gnassingbé die Wahl mit 72 Prozent der Stimmen gewonnen, als stärkster Oppositionskandidat habe Kodjo 18 Prozent erhalten. Am 3. März 2020 bestätigte das Verfassungsgericht den Wahlsieg Gnassingbés und veröffentlichte das vom vorläufigen Ergebnis nur geringfügig abweichende Endergebnis:
| Kandidaten                     | Kandidaten               | Parteien                                                     | Stimmen   | %    |
| ------------------------------ | ------------------------ | ------------------------------------------------------------ | --------- | ---- |
|                                | Faure Gnassingbé         | Union pour la République                                     | 1.760.309 | 70,8 |
|                                | Agbéyomé Kodjo           | Mouvement patriotique pour la démocratie et le développement | 483.926   | 19,5 |
|                                | Jean-Pierre Fabre        | Alliance nationale pour le changement                        | 116.336   | 4,7  |
|                                | Aimé Gogué               | Alliance des démocrates pour le développement intégral       | 59.777    | 2,4  |
|                                | Komi Wolou               | Pacte socialiste pour le renouveau                           | 29.791    | 1,2  |
|                                | Georges William Kuessan  | Santé du Peuple                                              | 19.923    | 0,8  |
|                                | Mohamed Tchassona-Traoré | Mouvement citoyen pour la démocratie et le développement     | 16.814    | 0,7  |
| Gesamt                         | Gesamt                   | Gesamt                                                       | 2.486.876 | 100  |
|                                |                          |                                                              |           |      |
| Ungültige Stimmen              | Ungültige Stimmen        | Ungültige Stimmen                                            | 282.411   | 10,2 |
| Wähler                         | Wähler                   | Wähler                                                       | 2.769.287 | 76,6 |
| Wahlberechtigte                | Wahlberechtigte          | Wahlberechtigte                                              | 3.614.056 |      |
|                                |                          |                                                              |           |      |
| Quelle: Cour constitutionnelle |                          |                                                              |           |      |

## Reaktionen
Oppositionskandidat Agbéyomé Kodjo bezeichnete das vorläufige Wahlergebnis als Fälschung. Er erklärte, selbst die Mehrheit der Stimmen erhalten zu haben und forderte Präsident Gnassingbé auf, zurückzutreten. Die beiden Kandidaten Gogué und Wolou sahen Kodjo ebenfalls als Wahlsieger und beklagten Einschüchterungsversuche und schweren Wahlbetrug. Kodjo legte beim Verfassungsgericht Beschwerde gegen das vorläufige Wahlergebnis ein. Die Beschwerde wurde abgewiesen.
Bischof Kpodzro bezeichnete das von CENI verlautbarte vorläufige Ergebnis als Farce und skurril und rief die Bevölkerung zu einer Demonstration auf.
Ein Vertreter der Wahlbeobachter von ECOWAS gab an, die Wahl fand ohne größere Zwischenfälle statt und sei friedlich und gesetzmäßig verlaufen. Wahlbeobachter der AU gratulierten der Bevölkerung und den politischen Akteuren für die gute Durchführung der Wahl. Vertreter beider Organisationen appellierten an die Kandidaten, den Rechtsweg einzuhalten, wenn sie das Ergebnis anfechten wollen.